# I liga polska w koszykówce mężczyzn (1970/1971)
Polska Liga Koszykówki 1970/1971 – 37. edycja najwyższej klasy rozgrywkowej w męskiej koszykówce w Polsce. Obrońcą tytułu mistrza Polski był Śląsk Wrocław, który zwyciężył w rozgrywkach Polskiej Ligi Koszykówki w sezonie 1969/1970. W rozgrywkach wystąpiło w sumie 10 zespołów.

## Tabela
spadek do I ligi
| Lp. | Drużyna            | M  | Mecze | Mecze | Punkty | Punkty | Punkty | Punkty   | Pkt |
| Lp. | Drużyna            | M  | W     | P     | +      | -      | +/−    | Stosunek | Pkt |
| --- | ------------------ | -- | ----- | ----- | ------ | ------ | ------ | -------- | --- |
| 1.  | Wybrzeże Gdańsk    | 36 | 30    | 6     | 3449   | 2707   | +742   | 1,2741   | 66  |
| 2.  | Wisła Kraków       | 36 | 28    | 8     | 3002   | 2678   | +324   | 1,1210   | 64  |
| 3.  | Śląsk Wrocław      | 36 | 25    | 11    | 2951   | 2677   | +274   | 1,1024   | 61  |
| 4.  | AZS Warszawa       | 36 | 20    | 16    | 2869   | 2746   | +123   | 1,0448   | 56  |
| 5.  | Polonia Warszawa   | 36 | 20    | 16    | 2865   | 2791   | +74    | 1,0265   | 56  |
| 6.  | Lech Poznań        | 36 | 17    | 19    | 2715   | 2702   | +13    | 1,0048   | 53  |
| 7.  | Legia Warszawa     | 36 | 15    | 21    | 2978   | 3018   | -40    | 0,9867   | 51  |
| 8.  | Lublinianka Lublin | 36 | 15    | 21    | 2666   | 2782   | -116   | 0,9583   | 51  |
| 9.  | Górnik Wałbrzych   | 36 | 12    | 24    | 2679   | 3181   | -502   | 0,8422   | 48  |
| 10. | Społem Łódź        | 36 | 0     | 36    | 2478   | 3210   | -732   | 0,7720   | 36  |

Do ligi awansowały: Resovia Rzeszów i Skra Warszawa.

## Czołówka strzelców
1. Edward Jurkiewicz (Wybrzeże Gdańsk) – 1198
2. Andrzej Kasprzak (Lublinianka Lublin) – 877
3. Andrzej Nowak (Polonia Warszawa) – 774
4. Bohdan Likszo (Wisła Kraków) – 769
5. Jacek Dolczewski (Legia Warszawa) – 724
6. Wiesław Langiewicz (Wisła Kraków) – 658
7. Mieczysław Łopatka (Śląsk Wrocław) – 657
8. Andrzej Pasiorowski (AZS Warszawa) – 656
9. Tomasz Tybinkowski (Legia Warszawa) – 651
10. Maciej Chojnacki (Lech Poznań) – 646